# BR-367
A BR-367 é uma rodovia federal diagonal brasileira.
Tem início em Santa Cruz Cabrália, na Bahia, e término em Gouveia, no estado de Minas Gerais.

## Bahia
No estado da Bahia, a rodovia tem 84,2 km de extensão e liga a BA-001 em Santa Cruz Cabrália à BR-101 em Eunápolis, passando por Porto Seguro. Está planejada a extensão desse trecho até a divisa com o estado de Minas Gerais.

## Minas Gerais
Em Minas Gerais, a BR-367 tem dois trechos distintos. O primeiro liga a MG-405 em Jacinto à MG-114 em Berilo, passando pelos municípios de Almenara, Jequitinhonha, Itaobim, Itinga, Araçuaí e Virgem da Lapa. O segundo trecho vai de Minas Novas a Gouveia e passa por Turmalina, Couto de Magalhães de Minas e Diamantina.